# Witch house
Pour les articles homonymes, voir Drag (homonymie).
Genres dérivés
Celtic house
La witch house (également connue sous les noms de drag) est un sous-genre sombre et occulte de la house, ayant émergé à la fin des années 2000.

## Caractéristiques

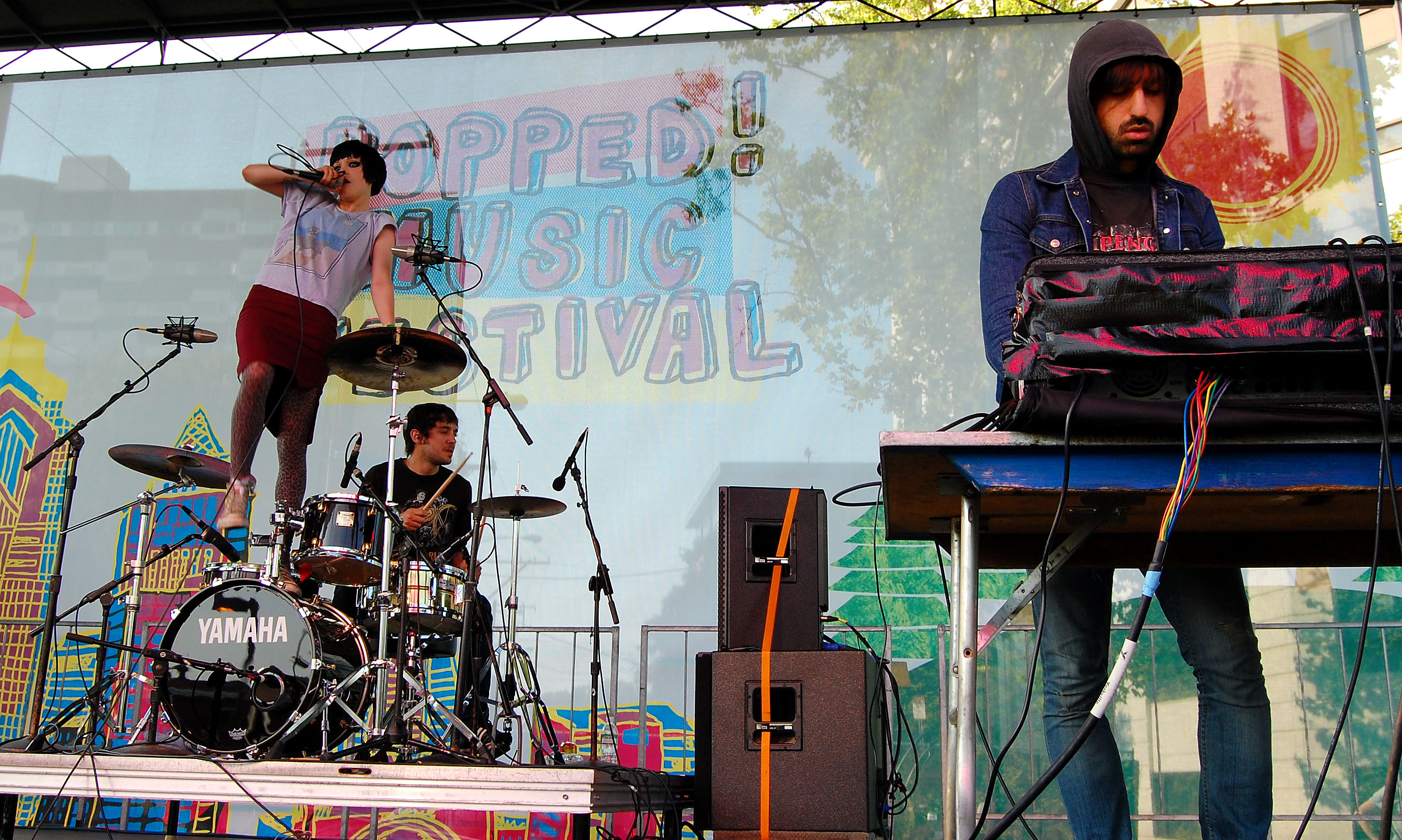
Crystal Castles.

Le genre musical s'inspire largement du hip-hop chopped and screwed, du dark ambient, de la musique industrielle, de l'expérimentation bruitiste et de la musique dance populaire des années 1990 (eurodance, techno, etc.), et fait notamment usage de synthétiseurs, de boîte à rythmes, d'échantillons sonores à l'aspect souvent kitsch et lo-fi ainsi que de voix indiscernables, vaporeuses.
L'aspect visuel de la witch house se base sur les thèmes de l'occulte, de la sorcellerie, du chamanisme, la terreur, et des films d'horreur, et fait souvent usage de messages cachés et d'éléments typographiques comme les symboles Unicode sur les couvertures d'albums,. La plupart des œuvres witch house créées incorporent les thèmes de films d'horreur, de la série télévisée Twin Peaks horreur-inspiré dark web vidéos et de célébrités pop. Les éléments typographiques communs utilisés sont les triangles, les croix, et autres symboles Unicode, perçus comme une méthode pour garder la scène underground, plus difficile à chercher sur Internet, et en référence aux séries Twin Peaks et Charmed,.

## Influences et style
La witch house utilise des techniques retracées dans le hip-hop chopped and screwed – un tempo drastiquement ralenti – accompagnées d'éléments de genres incluant ethereal wave, musique bruitiste, drone, et shoegazing,,. La witch house s'inspire également des groupes gothiques des années 1980 comme Cocteau Twins, The Cure, Christian Death, Dead Can Dance et The Opposition, et très fortement de certains groupes indus et expérimentaux comme Psychic TV et Coil,. L'usage des boîtes à rythmes hip-hop, des atmosphères bruitistes, d'échantillons sonores sombres, des mélodies orientées synthpop, des reverbs denses, et des voix distordues et altérées caractérisent le son du genre. Le concept est lancé comme une blague, lorsque Travis Egedy (communément connu sous le nom de Pictureplane) et ses amis attribuent en 2009 le terme pour définir le style,,,. Peu après sa mention par Pitchfork, les blogs et la presse spécialisée commencent à utiliser le terme.
La plupart des musiciens du genre font paraître des backmasking remixes et ralentis de chansons pop et de rap, ou de longs mixes de différentes chansons significativement ralenties.

## Artistes notables
Les groupes et musiciens catégorisés sous le terme incluent notamment : ∆AIMON,, Balam Acab,, BATHAUS, BLVCK CEILING, Crystal Castles, BRUXA, CRIM3S, Fostercare, GL▲SS †33†H,, GR†LLGR†LL,,, GuMMy†Be▲R!, Holy Other,, Horse MacGyver (///▲▲▲\\\), How I Quit Crack, M△S▴C△RA, Mater Suspiria Vision,,, Mike Textbeak, Modern Witch,, Nike7Up, oOoOO,,, †‡† (Ritualz),, SALEM,,, Sidewalks and Skeletons,, White Ring et UNISON.